# Pëtr Kirillovič Koševoj
Pëtr Kirillovič Koševoj (in russo Пётр Кири́ллович Кошево́й?; in ucraino Петро́ Кири́лович Кошови́й?, Petro Kyrylovyč Košovyj; Oleksandrija, 21 dicembre 1904 – Mosca, 30 agosto 1976) è stato un generale sovietico.

## Biografia
Nel 1920 fu arruolato nell'Armata Rossa degli Operai e dei Contadini. Partecipò alla guerra civile russa del come parte del 2º Reggimento di Cavalleria dell'8ª Divisione di Cavalleria dei Cosacchi Rossi, combattendo sul fronte sud-occidentale.
Dal gennaio 1939 fu capo di stato maggiore della 15ª Divisione di cavalleria nel Distretto militare del Trans-Baikal, venendo poi trasferito al comando della 65ª Divisione fucilieri nel febbraio 1940.
Nel 1948 si diplomò presso i Corsi Accademici Superiori dell'Accademia militare superiore "K.E. Vorošilov" (ora Accademia militare dello stato maggiore delle Forze Armate della Federazione Russa). Successivamente, divenne comandante della 5ª Armata, di stanza nel distretto militare di Primorskij (dall'aprile 1953 - Estremo Oriente). Dal 1954 comandò l'11ª Armata delle guardie del Distretto militare baltico.
Nel luglio 1955, il colonnello generale Koševoj fu inviato nella RDT, dove prestò servizio come primo vice comandante in capo del Gruppo di forze sovietiche in Germania (GSVG).
Dal 1965 al 1969, il generale prestò nuovamente servizio nella DDR, diventando comandante in capo del GSVG. Nel 1969 fu trasferito al ministero della difesa sovietico, diventando ispettore generale e consigliere militare, ruolo che ricoprì fino a quando non morì pacificamente il 30 agosto 1976. Venne sepolto nel cimitero di Novodevičij a Mosca.